# ديميتر الدولية
ديميتر الدولية هي أكبر منظمة معتمدة للزراعة الحيوية وهي واحدة من أهم ثلاث جهات معتمدة للأطعمة العضوية. وسميت هكذا إشارة لديميتر إلهة الحبوب والخصوبة عند اليونانيين. تستخدم شهادة ديميتر الحيوية في أكثر من 50 دولة لتثبت أن المنتجات الحيوية مطابقة للمعايير الدولية في المعالجة والإنتاج. تم تأسيس برنامج شهادة ديميتر في عام 1928 وقد كانت أول علامة بيئية للأغذية المنتجة عضويًا.  

## تاريخها
ديميتر أصلها جمعية تعاونية لمعالجة منتجات الزراعة الحيوية وقد تم إنشاؤها ببرلين- ألمانيا في عام 1927 ثم سُجلت علامة ديميتر التجارية في عام 1928. وقد كانت ديميتر تُدار من قبل المهندس الزراعي الألماني إرهارد بارتش الذي أيضًا قام بقيادة جماعة المزارعين التجريبية الحيوية وهو من اختار اسم ديميتر مشتركًا معه الكيميائي الألماني فرانز دريداكس، حيث كان دريداكس هو المسؤول عن تطوير معايير ديميتر ورقابة الجودة.
تم اعتماد اسم ديميتر دوليًا. بأستراليا؛ قام اثنان من أعضاء الدائرة التجريبية إرنستو جنوني، وآيلين ماكفرسون، بتأسيس مزرعة ديميتر البيولوجية في ملبورن عام 1934 وظلت تعمل كمزرعة حيوية حتى عام 1954.
توقفت ديميتر مؤقتًا عن العمل في عام 1941 عندما قامت الحكومة النازية بحل اتحاد الزراعة الحيوية ثم أعيد تأسيسها في ألمانيا مرة أخرى بعد الحرب العالمية الثانية. في عام 1997 اجتمعت 19 منظمة مستقلة لديميتر معًا ليؤسسوا ديميتر الدولية. مُمثلة من قبل جميع القارات.[بحاجة لمصدر]